# Хутубі
44°11′12″ пн. ш. 86°53′05″ сх. д. / 44.18656° пн. ш. 86.88475° сх. д.
Хутубі (кит. 呼图壁县, пін. Hūtúbì Xiàn) — один із повітів КНР у складі Чанцзі-Хуейської автономної префектури, СУАР. Адміністративний центр — містечко Хутубі.

## Географія
Повіт Хутубі лежить на висоті близько 520 метрів над рівнем моря у центрі Джунгарської рівнини.

### Клімат
Повіт знаходиться у зоні, котра характеризується кліматом пустель помірного поясу. Найтепліший місяць — липень із середньою температурою 25,5 °C. Найхолодніший місяць — січень, із середньою температурою -16,4 °С.
| Клімат повіту Манас     | Клімат повіту Манас | Клімат повіту Манас | Клімат повіту Манас | Клімат повіту Манас | Клімат повіту Манас | Клімат повіту Манас | Клімат повіту Манас | Клімат повіту Манас | Клімат повіту Манас | Клімат повіту Манас | Клімат повіту Манас | Клімат повіту Манас | Клімат повіту Манас |
| Показник                | Січ.                | Лют.                | Бер.                | Квіт.               | Трав.               | Черв.               | Лип.                | Серп.               | Вер.                | Жовт.               | Лист.               | Груд.               | Рік                 |
| Середній максимум, °C   | −10                 | −6,1                | 5,2                 | 19,1                | 26,2                | 30,9                | 32,3                | 31,2                | 25,4                | 15,6                | 3,2                 | −7,2                | 13,8                |
| Середня температура, °C | −16,4               | −12,2               | −0,2                | 11,8                | 19                  | 24                  | 25,5                | 23,7                | 17,7                | 8,6                 | −1,8                | −12,4               | 7,3                 |
| Середній мінімум, °C    | −22                 | −18                 | −5,2                | 5,2                 | 12,2                | 17,2                | 19                  | 16,8                | 10,7                | 2,9                 | −5,9                | −17,1               | 1,3                 |
| Норма опадів, мм        | 7.7                 | 7.9                 | 11.6                | 22.2                | 24.7                | 21.9                | 25.1                | 16                  | 15.6                | 15.4                | 14.5                | 11.3                | 193.9               |
| Вологість повітря, %    | 82                  | 81                  | 73                  | 50                  | 43                  | 43                  | 47                  | 46                  | 49                  | 61                  | 79                  | 83                  | 61.4                |
| ----------------------- | ------------------- | ------------------- | ------------------- | ------------------- | ------------------- | ------------------- | ------------------- | ------------------- | ------------------- | ------------------- | ------------------- | ------------------- | ------------------- |
| Джерело: data.cma.cn    |                     |                     |                     |                     |                     |                     |                     |                     |                     |                     |                     |                     |                     |